# El Que Espera
"El Que Espera" é uma canção da cantora brasileira e compositora Anitta e do cantor colombiano Maluma, gravada para a edição deluxe do quinto álbum de estúdio de Anitta, Versions of Me (2022). A canção foi lançada para download digital e streaming como o sétimo single do álbum em 11 de agosto de 2022, através do selo Warner Records.

## Antecedentes e lançamento
Em maio de 2022, um mês após o lançamento do álbum, Anitta anunciou que o mesmo ganharia uma versão deluxe e que seria lançada no final do mês de junho. No dia 31 de julho, ela lançou uma votação em suas redes sociais para escolher o primeiro single do deluxe, nas quais El Que Espera, Gata (lançada na versão normal) e Lobby com a participação de Missy Elliott foram as selecionadas. A música foi a segunda votada e no dia 02 de agosto, ela lançou um trecho da música no TikTok. No dia 10, a cantora anunciou oficialmente a faixa até ser lançada no dia seguinte, em 11 de agosto de 2022.

## Vídeo musical
Dirigido pela própria Anitta e Mike Ho, o vídeo musical mostra os cantores se contracenado jutos o vídeo, como um casal. 

## Faixas e formatos
| Download digital / streaming |                 |         |  |
| N.º                          | Título          | Duração |  |
| 1.                           | "El Que Espera" | 2:50    |  |